# Perenethis sindica
Espèce
Synonymes
- Tetragonophthalma sindica Simon, 1897

Perenethis sindica est une espèce d'araignées aranéomorphes de la famille des Pisauridae.

## Distribution
Cette espèce se rencontre en Inde, au Pakistan, au Sri Lanka, au Népal, en Chine et aux Philippines.

## Description
La femelle holotype mesure 12-14 mm.
Les mâles mesurent de 8,75 à 16,4 mm et les femelles de 8,7 à 20,4 mm.

## Systématique et taxinomie
Cette espèce a été décrite sous le protonyme Tetragonophthalma sindica par Simon en 1897. Elle est placée dans le genre Perenethis par Pocock en 1900.

## Publication originale
- Simon, 1897 : « Arachides recueillis par M. M. Maindron à Kurrachee et à Matheran (près Bombay) en 1896. » Bulletin du Muséum d'Histoire Naturelle, vol. 3, p. 289-297 (texte intégral).